# Erpetogomphus eutainia
Erpetogomphus eutainia – gatunek ważki z rodziny gadziogłówkowatych (Gomphidae). Występuje na terenie Ameryki Północnej i Ameryki Środkowej.